# ГЕС Абітібі-Каньйон
ГЕС Абітібі-Каньйон — гідроелектростанція у канадській провінції Онтаріо. Знаходячись між ГЕС Island Falls (40 МВт, вище по течії) та ГЕС Otter Rapids, входить до складу каскаду на річці Абітібі, правій притоці річки Мус (має устя на південному узбережжі затоки Джеймс — південно-східної частини Гудзонової затоки).
В межах проекту річку перекрили бетонною греблею висотою 45 метрів  та довжиною 300 метрів, котра потребувала 400 тис. м3 матеріалу (ще 200 тис. м3 бетону пішло на інші споруди). Гребля утримує витягнуте по долині Абітібі на чотири десятки кілометрів водосховище з корисним об'ємом 73,2 млн м3.
Машинний зал облаштували у пригреблевому варіанті, а для збільшення напору до 73 метрів паралельно порожистій ділянці Абітібі проклали заглиблений відвідний канал довжиною біля 1 км. В 1933—1936 роках станцію обладнали чотирма гідроагрегатами з турбінами типу Френсіс потужністю по 50 МВт, крім того, ще один перебував у резерві. З урахуванням необхідності стрімкого нарощування виробництва електроенергії під час Другої світової війни резервний агрегат зняли та перемістили на споруджену в районі Ніагарського водоспаду ГЕС DeCew II. Втім, у 1959-му станцію Абітібі-Каньйон знов доповнили п'ятою турбіною. В подальшому гідроагрегати ГЕС пройшли модернізацію, так що наразі її загальна потужність рахується як 349 МВт.